# WTA International
International was een categorie waaronder bepaalde toernooien van het WTA-tenniscircuit werden georganiseerd in de periode 2009–2020. Internationaltoernooien hadden doorgaans een dotatie (prijzenpot, TFC=Total Financial Commitment) van US$ 250.0002014–2017 en vormden de basiscategorie op de WTA-kalender. Deze categorie werd vanaf het WTA-seizoen van 2009 gehanteerd. Voordien werden toernooien onderverdeeld in categorieën van Tier I tot en met Tier V, waarbij de Tier I-categorie de belangrijkste was.
In de periode 2009–2014 werden de zes hoogst gerangschikte speelsters die binnen het WTA-seizoen minstens één Internationaltoernooi op hun naam schreven (mits zij geen deelnemer waren van de WTA Tour Championships), rechtstreeks geplaatst voor het eindejaarskampioenschap Tournament of Champions.

## Selectie van Internationaltoernooien
Een toernooi staat in onderstaande tabel vermeld als het ten minste zes jaren in categorie WTA International of hoger heeft gefunctioneerd. Een sterretje (*) achter de naam geeft aan dat het toernooi aan het einde van de looptijd (2020) nog actief was.
| ↓ WTA-toernooi in ↓      | 20..    | 20..    | 20..    | 20..       | 20..       | 20..       | 20..       | 20..       | 20..       | 20..       | 20..       | 20..      |
| ↓ WTA-toernooi in ↓      | 09      | 10      | 11      | 12         | 13         | 14         | 15         | 16         | 17         | 18         | 19         | 20        |
| ------------------------ | ------- | ------- | ------- | ---------- | ---------- | ---------- | ---------- | ---------- | ---------- | ---------- | ---------- | --------- |
| Acapulco*                |         |         |         |            |            |            |            |            |            |            |            |           |
| Auckland*                |         |         |         |            |            |            |            |            |            |            |            |           |
| Bad Gastein              |         |         |         |            |            |            |            |            |            |            |            |           |
| Båstad                   |         |         |         |            |            |            |            |            |            |            |            |           |
| Birmingham*              |         |         |         |            |            | (premier)  | (premier)  | (premier)  | (premier)  | (premier)  | (premier)  | ©         |
| Boedapest                |         |         |         |            |            |            |            |            |            |            |            |           |
| Boekarest*               |         |         |         |            |            |            |            |            |            |            |            | ©         |
| Bogota*                  |         |         |         |            |            |            |            |            |            |            |            | ©         |
| Brisbane*                |         |         |         | (premier)  | (premier)  | (premier)  | (premier)  | (premier)  | (premier)  | (premier)  | (premier)  | (premier) |
| Guangzhou*               |         |         |         |            |            |            |            |            |            |            |            | ©         |
| Hobart*                  |         |         |         |            |            |            |            |            |            |            |            |           |
|                          | 09      | 10      | 11      | 12         | 13         | 14         | 15         | 16         | 17         | 18         | 19         | 20        |
| Hongkong*                |         |         |         |            |            |            |            |            |            |            |            | ©         |
| Istanbul*                |         |         |         |            |            |            |            |            |            |            |            |           |
| Japan Open*              | Osaka   | Osaka   | Osaka   | Osaka      | Osaka      | Osaka      | Tokio      | Tokio      | Tokio      | Hiroshima  | Hiroshima  | ©         |
| Kuala Lumpur             |         |         |         |            |            |            |            |            |            |            |            |           |
| Linz*                    |         |         |         |            |            |            |            |            |            |            |            |           |
| Luxemburg*               |         |         |         |            |            |            |            |            |            |            |            | ©         |
| Marokko*                 | Fez     | Fez     | Fez     | Fez        | Marrakesh  | Marrakesh  | Marrakesh  | Rabat      | Rabat      | Rabat      | Rabat      | ©         |
| Monterrey*               |         |         |         |            |            |            |            |            |            |            |            |           |
| Neurenberg               |         |         |         |            |            |            |            |            |            |            |            |           |
| Nottingham*              |         |         |         |            |            |            |            |            |            |            |            | ©         |
| Estoril/Oeiras           | Estoril | Estoril | Estoril | Estoril    | Oeiras     | Oeiras     |            |            |            |            |            |           |
|                          | 09      | 10      | 11      | 12         | 13         | 14         | 15         | 16         | 17         | 18         | 19         | 20        |
| Palermo*                 |         |         |         |            |            |            |            |            |            |            |            |           |
| Pattaya                  |         |         |         |            |            |            |            |            |            |            |            |           |
| Praag*                   |         |         |         |            |            |            |            |            |            |            |            |           |
| Québec                   |         |         |         |            |            |            |            |            |            |            |            |           |
| Rosmalen*                |         |         |         |            |            |            |            |            |            |            |            | ©         |
| Seoel*                   |         |         |         |            |            |            |            |            |            |            |            | ©         |
| Shenzhen*                |         |         |         |            |            |            |            |            |            |            |            |           |
| Straatsburg*             |         |         |         |            |            |            |            |            |            |            |            |           |
| Tasjkent                 |         |         |         |            |            |            |            |            |            |            |            |           |
| Tianjin*                 |         |         |         |            |            |            |            |            |            |            |            | ©         |
| Washington/College Park* |         |         | C.P.    | Washington | Washington | Washington | Washington | Washington | Washington | Washington | Washington | ©         |
|                          | 09      | 10      | 11      | 12         | 13         | 14         | 15         | 16         | 17         | 18         | 19         | 20        |

* Toernooi was per 2020 nog actief.

© Toernooi was in 2020 wel gepland, maar geannuleerd wegens de coronapandemie.

## Minder belangrijke toernooien in categorie International
De volgende toernooien zaten minder dan zes jaren in categorie International of hoger:
- in Noord- en Zuid-Amerika

VS: Dallas, Lexington, Memphis, Ponte Vedra Beach, The Bronx
BR: Florianópolis, Rio de Janeiro
- in Europa

ES: Barcelona, Mallorca, Marbella
CH: Biel/Bienne-Lugano, Gstaad/Lausanne
Kopenhagen (DK), Lyon (FR), Jūrmala (LV), Katowice (PL), Moskou River Cup (RU), Portorož (SI)
- in Azië

Bakoe (AZ), Nanchang (CN), Hua Hin (TH), Kaohsiung/Taipei (TW)

## Vervolggeschiedenis
Met ingang van het tennisseizoen 2021 schakelde de WTA over op een andere set categorieën. De op dat moment bestaande toernooien van niveau International werden daarbij toebedeeld aan de nieuwe categorie WTA 250.